# USM Oujda
Union Sportive Musulmane d’Oujda – marokański klub piłkarski z siedzibą w mieście Wadżda. W sezonie 2017/2018 gra w GNF 2.

## Opis
Klub został założony w 1958 roku. Jeden raz zagrał w GNF 1 – w sezonie 1991/1992 zajął ostatnie, szesnaste miejsce i spadł do niższej dywizji. Zespół jeden raz doszedł do finału pucharu Maroka – w 2019 roku przegrał po karnych z IZK Khemisset wynikiem 2-2 (2-4). Prezesem klubu jest Naoufal Korich. Drużyna gra na Stade d’honneur d’Oujda, który może pomieścić 35 000 widzów.